# Mamming
Mamming é um município da Alemanha, no distrito de Dingolfing-Landau, na região administrativa de Niederbayern , estado de Baviera. É a sede do Verwaltungsgemeinschaft de Mamming.